# John Baconthorpe
John Baconthorpe, angleški karmeličan, * 1290, Baconthorpe, † 1346, London.
Kot teolog se je posvečal predvsem obrambi doktrine Marijinega brezmadežnega spočetja in uveljavljanje pomembnosti svojega reda za zgodovinsko in duhovno tradicijo.
Bil je pranečak Rogerja Bacona.